# Daňové přiznání

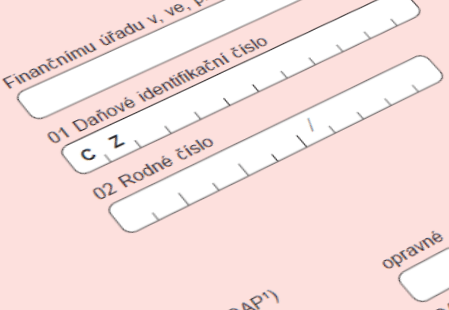
náhled na formulář českého daňového přiznání

Daňové přiznání je akt občana (fyzické osoby) či právnické osoby vůči státu, kdy občan přiznává příjmy podléhající dani vyměřené státem a kde vyčíslí daň a případně ji porovná se zaplacenými zálohami daně. Nedoplatek daně následně státu zastoupenému finančním úřadem odvede, přeplatek je mu vrácen nebo započten do dalšího období. Daňové přiznání se vztahuje vždy k určitému časovému období, nejčastěji ke kalendářnímu roku a k určité dani vyměřené státem, například dani z příjmů fyzických osob, dani z příjmů právnických osob, dani z přidané hodnoty, dani z nemovitých věcí a dalších. Každé daňové přiznání je třeba odevzdat v určeném termínu.

## Daňové přiznání v České republice
V České republice je možné podat následující daňová přiznání:
- pro daně z příjmů:
  - přiznání k dani z příjmů fyzických osob[1]
  - přiznání k dani z příjmů právnických osob[2]
- pro nepřímé daně:
  - přiznání k DPH (dani z přidané hodnoty)
- pro majetkové daně:
  - přiznání k dani z nemovitých věcí
  - přiznání k dani z nabytí nemovitých věcí
  - přiznání k dani silniční

Z nepřímých daní se spotřební daň neuplatňuje pomocí daňového přiznání, ale plátci jsou registrováni k provozování tzv. daňového skladu.
Daňové přiznání je možno podat v papírové podobě nebo elektronicky. Elektronické podání je ale možné pouze ve formátu XML, finanční správa nepřijímá daňová přiznání ve formátu PDF.
Přestože je možné podávat přiznání elektronicky, využívají tuto možnost převážně právnické osoby, pro které je tato možnost de facto povinná. V roce 2018 podalo přiznání elektronicky pouze 16 % fyzických osob, v roce 2017 to bylo 14 % fyzických osob.

### Přiznání k dani z příjmů fyzických osob
Přiznání k dani z příjmů fyzických osob se řídí zákonem č. 586/1992 Sb., o daních z příjmů, ve znění pozdějších předpisů a je vztaženo vždy ke kalendářnímu roku nebo jeho části.

## Daňové přiznání v EU a ve světě
Jisté severské státy všem daňová přiznání zveřejňují.